# Crispiano
Crispiano (Crspièn in dialetto locale) è un comune italiano di 12 899 abitanti della provincia di Taranto in Puglia.
L'economia si basa sull'agricoltura, sulla gastronomia e sull'allevamento di ovini e bovini e sono presenti aziende agrituristiche e artigianali per la lavorazione dei prodotti della terra, dall'olio al formaggio, dai pomodori al vino.
Crispiano sorge attorno al solco carsico detto Vallone, abitato fin dalla Preistoria, che nel Medioevo fu sede del Casale Crispiani e dell'Abbazia di Santa Maria di Crispiano. A partire dal Cinquecento o dal Seicento, le grotte del Vallone sono state ripopolate in forma sempre più stabile, concretizzandosi nell'iniziale piccolo centro abitato sviluppatosi intorno alla chiesetta di Santa Maria del Vallone. Il moderno centro abitato si è sviluppato invece dopo la metà dell'Ottocento: le prime abitazioni sono sorte nell'area oggi detta Crispianello, poi nella cosiddetta Difesa di Crispiano (oggi Piazza Madonna della Neve e Corso Vittorio Emanuele III). L'espansione urbana oggi riguarda tutte le aree circostanti, in particolare il Quartiere Santa Maria Goretti, situato a est della linea ferroviaria.

## Origine del nome
Incerta la sua derivazione. Secondo alcuni studiosi sarebbe da attribuire ai santi Crispo e Crispiniano. Altri lo fanno risalire ad un centurione romano, tal Crispius, raffigurato nello stemma comunale, al quale sarebbe stato concesso questo territorio per il suo valore dimostrato in battaglia. Ma c'è chi lo fa risalire ad una matrona romana Crispinilla o Crispianella, presunta amante di Nerone. Secondo uno studio recente, infine, si farebbe derivare dal latino callis plana, ossia "tratturo pianeggiante".

## Geografia fisica

### Territorio
Il comune di Crispiano si trova a nord di Taranto e si sviluppa sulle sponde del vallone Lizzitello, al centro di una serie di colline, di cui le più note sono: il monte della Gravina (204 m), il monte dell'Angelo (242 m), il monte Specchia (212 m) e il monte Calvello (228 m). Le cime più alte si trovano al confine con il territorio di Martina Franca, come monte Scorace (276 m), monte Papa Ciro (385 m), e monte Trazzonara (425 m).

### Clima
Il clima del territorio comunale è tipicamente mediterraneo, con inverni miti ed estati aride.
Tabulando e analizzando i dati ufficiali degli Annali Idrografici della Puglia relativi agli anni dal 1952 al 1982, si ottengono le seguenti osservazioni.

#### Precipitazioni
In primavera e soprattutto in estate non ci sono abbondanti precipitazioni, anzi in estate sono assenti o rade; in autunno e in inverno sono frequenti.
In primavera, le precipitazioni medie sono di 45,2 mm. Nel dettaglio, le precipitazioni mensili sono le seguenti: per marzo, media 64,5 mm, massima 171,4 mm, minima 6,0 mm; per aprile, media 35,8 mm, massima 36,6 mm, minima 0,2 mm; per maggio, media 35,5 mm, massima 96,4 mm, minima 4,6 mm.
In estate, le precipitazioni medie sono di 25,3 mm. Nel dettaglio, le precipitazioni mensili sono le seguenti: per giugno, media 25,1 mm, massima 88,2 mm, minima 0 mm; per luglio, media 27,7 mm, massima 123,2 mm, minima 0 mm; per agosto, media 23,1 mm, massima 88,8 mm, minima 0 mm.
In autunno, le precipitazioni medie sono di 58,5 mm. Nel dettaglio, le precipitazioni mensili sono le seguenti: per settembre, media 38,1 mm, massima 63,6 mm, minima 0,1 mm; per ottobre, media 59,1 mm, massima 193,8 mm, minima 1,2 mm; per novembre, media 78,3 mm, massima 290,0 mm, minima 4,8 mm.
In inverno, le precipitazioni medie sono di 65,5 mm. Nel dettaglio, le precipitazioni mensili sono le seguenti: per dicembre, media 66,1 mm, massima 147,2 mm, minima 15,3 mm; per gennaio, media 68,0 mm, massima 169,8 mm, minima 8,0 mm; per febbraio, media 62,5 mm, massima 112,4 mm, minima 0,2 mm.

#### Temperature
Nella stagione primaverile ed estiva le temperature sono molto alte, come nei mesi di luglio e agosto e settembre; nella stagione autunnale e invernale le temperature sono molto miti.
In primavera, la temperatura media è di 13,7 °C. Nel dettaglio, le temperature mensili sono le seguenti: per marzo, media 10,3 °C, massima 24,9 °C, minima -5,0 °C; per aprile, media 13,0 °C, massima 28,7 °C, minima 0,1 °C; per maggio, media 17,8 °C, massima 33,4 °C, minima 0 °C.
In estate, la temperatura media è di 23,9 °C. Nel dettaglio, le temperature mensili sono le seguenti: per giugno, media 22,2 °C, massima 39,2 °C, minima 7,6 °C; per luglio, media 24,8 °C, massima 39,6 °C, minima 11,5 °C; per agosto, media 23,1 °C, massima 39,2 °C, minima 10,4 °C.
In autunno, la temperatura media è di 16,8 °C. Nel dettaglio, le temperature mensili sono le seguenti: per settembre, media 21,3 °C, massima 36,4 °C, minima 7,9 °C; per ottobre, media 16,7 °C, massima 32,9 °C, minima 1,6 °C; per novembre, media 12,6 °C, massima 23,5 °C, minima -1,8 °C.
In inverno, la temperatura media è di 15,6 °C. Nel dettaglio, le temperature mensili sono le seguenti: per dicembre, media 9,2 °C, massima 21,0 °C, minima -2,9 °C; per gennaio, media 7,7 °C, massima 17,8 °C, minima -5,6 °C; per febbraio, media 8,2 °C, massima 24,5 °C, minima -4,9 °C.
Fattori climatici
Il clima di Crispiano è determinato da diversi fattori climatici che sono: la latitudine, l'altitudine, le correnti marine, la distanza dal mare, la presenza di catene montuose.
Latitudine: Crispiano è a 40° 60' N, si trova cioè in una zona intermedia tra l'Equatore e il Polo Nord; fa sia caldo, sia freddo.
Correnti marine: le correnti provenienti da sud-est portano fino alle coste di Taranto molta umidità, che provocano molte precipitazioni nella provincia e quindi a Crispiano.
Altitudine: Il territorio di Crispiano si trova in una zona collinare, la sua altitudine varia da zona a zona con una minima di 108 m e con una massima di 460 m sul livello del mare. La città di Crispiano si trova a circa 243 m sul livello del mare. La temperatura è determinata dall'altitudine, infatti ogni 100 m che ci si innalza sopra il livello del mare la temperatura diminuisce di circa 0,5 °C. Perciò la temperatura di Crispiano è mediamente inferiore di circa 1-2 °C rispetto a quella di Taranto che si trova sul livello del mare. Di conseguenza, rispetto al capoluogo, Crispiano in estate è poco più calda di giorno e fresca di sera, ma in inverno è più fredda.
Catene montuose: Le Murge sono un altopiano che influenza il clima crispianese rendendolo più mite. Esse d'inverno proteggono Crispiano dalle precipitazioni provenienti da nord e dai venti settentrionali più freschi o freddi e d'estate contribuiscono a rendere più fresche le temperature a causa dell'altitudine e dei boschi circostanti.
Distanza dei mari: Un luogo più è distante dal mare, più è umido. Crispiano dista dal Mar Ionio 15 km, quindi rispetto a Taranto è più umida e più piovosa. Inoltre, il mare restituisce più calore a Taranto e meno a Crispiano, quindi le escursioni termiche sono maggiori rispetto a Taranto.
| Crispiano                  | Mesi | Mesi | Mesi | Mesi | Mesi | Mesi | Mesi | Mesi | Mesi | Mesi | Mesi | Mesi | Stagioni | Stagioni | Stagioni | Stagioni | Anno  |
| Crispiano                  | Gen  | Feb  | Mar  | Apr  | Mag  | Giu  | Lug  | Ago  | Set  | Ott  | Nov  | Dic  | Inv      | Pri      | Est      | Aut      | Anno  |
| -------------------------- | ---- | ---- | ---- | ---- | ---- | ---- | ---- | ---- | ---- | ---- | ---- | ---- | -------- | -------- | -------- | -------- | ----- |
| T. max. media (°C)         | 9,9  | 11,0 | 12,7 | 16,4 | 19,9 | 24,7 | 26,9 | 28,2 | 24,3 | 19,7 | 14,9 | 11,4 | 10,8     | 16,3     | 26,6     | 19,6     | 18,3  |
| T. min. media (°C)         | 4,8  | 4,2  | 7,1  | 10,7 | 14,8 | 19,8 | 23,0 | 21,2 | 18,8 | 12,9 | 10,5 | 7,1  | 5,4      | 10,9     | 21,3     | 14,1     | 12,9  |
| Precipitazioni (mm)        | 68,5 | 62,5 | 64,5 | 35,8 | 35,5 | 25,1 | 27,5 | 23,1 | 38,1 | 59,1 | 78,3 | 66,1 | 197,1    | 135,8    | 75,7     | 175,5    | 584,1 |
| Umidità relativa media (%) | 77,8 | 76,6 | 75,4 | 72,9 | 70,2 | 65,7 | 61,8 | 63,6 | 70,0 | 76,0 | 78,9 | 78,9 | 77,8     | 72,8     | 63,7     | 75,0     | 72,3  |

Il seguente climogramma rappresenta i dati rielaborati dagli Annali Idrografici della Puglia relativi agli anni dal 1952 al 1982.
- Classificazione climatica di Crispiano[6]:
  - Zona climatica C;
  - Gradi giorno 1386.

## Storia
Il territorio comunale risulta abitato fin dalla preistoria, come testimoniato dalla tomba della Tumorali, scoperta nel 1917 e conservata nel museo di Taranto, dove sono custoditi anche altri reperti che documentano la dominazione greca. Nell'attuale territorio di Crispiano ricade inoltre il colle della Masseria L'Amastuola, dove gli scavi archeologici condotti dall'Università di Amsterdam hanno approfondito le conoscenze su un importante villaggio protostorico, attivo dall'VIII al V secolo a.C., nel quale è assai probabile che i Greci di Taranto e gli Indigeni vivevano a stretto contatto. Da un recente sondaggio archeologico, effettuato dalla Sovrintendenza Archeologica sulla sponda destra della gravina detta Vallone, oggi inglobata nel centro urbano, sono emerse le testimonianze di un villaggio indigeno risalente all'Età del Ferro (VIII-VII secolo a.C.). Nello stesso scavo sono documentate delle fosse rettangolari, probabilmente impiegate per l'impianto di un vigneto (IV secolo a.C.). Originariamente piccolo insediamento messapico, invaso poi dagli spartani di Taranto e, successivamente, sottomessa dai romani. La presenza di una necropoli attesterebbe che il paese fu fondato tra la fine del IV e l'inizio del III secolo a.C. Di particolare interesse il corredo tombale, in oro con diadema e orecchini, che costituiscono uno dei pezzi più interessanti degli Ori di Taranto.
Nel corso del Medioevo l'area divenne possedimento feudale dell'Abbazia di San Vito del Pizzo e, poi, delle Abbazie di Santa Maria del Galeso e di Santa Maria di Crispiano, già attestata nel gennaio del 1226. Quest'ultima sorgeva nelle grotte che costeggiano il vallone, nell'attuale centro abitato, e possedeva oltre al Casale di Crispiano un estesissimo territorio che giungeva fino al Monte Sant'Elia e abbracciava buona parte del territorio martinese. Durante il medioevo i casali che diedero origine a Crispiano erano compresi nel territorio del Principato di Taranto. Nel X secolo anche Crispiano fu invasa dai Saraceni. Nell'XI secolo fu proprietà degli Altavilla e infine acquistata, nel XIV secolo, dalla famiglia Antoglietta. Con la scomparsa dell'abbazia i territori furono dati in affitto, favorendo il sorgere delle masserie, che resteranno per secoli gli unici centri di vita del territorio.
Nell'Ottocento, dopo l'Unità d'Italia, il territorio tra Crispiano e Martina Franca fu rifugio di numerosi briganti. Il 14 novembre 1919 Crispiano ha ottenuto l'autonomia comunale, con distacco dal Comune di Taranto, di cui ha festeggiato il 100º anniversario nel 2019.

### Simboli
Lo stemma è stato concesso con regio decreto del 29 aprile 1923 e raffigura un cavaliere romano a cavallo e con la spada in mano. Nella parte superiore un lambello a tre pendenti, tra i quali sono inseriti una croce greca e una conchiglia. Nella parte inferiore una fascia con la scritta latina "Crispius", che sarebbe il nome del centurione romano a cui si attribuisce la fondazione di Crispiano. La croce greca ricorda la dominazione bizantina e la presenza sul territorio dei monaci basiliani, mentre la conchiglia simboleggia l'antico legame con la città di Taranto, da cui ottenne l'autonomia nel 1919.
Il gonfalone, concesso con DPR del 31 marzo 1983, è un drappo partito di bianco e di azzurro.

## Società

### Evoluzione demografica
Abitanti censiti

All'1-1-2022 risiedevano a Crispiano 184 cittadini stranieri.

## Monumenti e luoghi d'interesse

### Architetture religiose

#### Chiesa della Madonna della Neve
Dedicata a Santa Maria della Neve, è la chiesa madre e fu inaugurata nel 1900. La facciata superiore, con annessa torre dell'orologio, è in stile dorico mentre quella inferiore è di stile jonico. L'interno è a tre navate, con cupola e abside. L'altare maggiore è in marmo bianco di Carrara.

#### Chiesa di San Francesco d'Assisi
Edificata nel 1894 per volontà dei cittadini crispianesi della Confraternita dell'Immacolata. Ha una pianta ottagonale ed è composta da un altare maggiore e sei minori laterali.

#### Chiesa vecchia di Santa Maria
Risale al XIII secolo, come si evince dalla facciata di stile romanico, poi abbattuta e ricostruita nel XVII secolo. Presenta una pianta quadrangolare ed un altare tipico delle cappelle greche. Oggi utilizzata per alcune esposizioni storiche durante le principali manifestazioni cittadine.

#### Cripta dell'abbazia di Santa Maria di Crispiano
Sorta tra l'XI e il XII secolo sul lato orientale del Vallone. La cripta è dedicata ai Santi Crispo e Crispiniano, ma di essa restano pochissime notizie storiche e documentali. Attualmente ospita un museo permanente dei presepi.
Chiesa di Santa Maria Goretti
Eretta il 14 febbraio 1993 e dedicata a santa Maria Goretti per volere di mons. Guglielmo Motolese, allora arcivescovo di Taranto, dà il nome all'omonimo quartiere, del quale è posizionata al centro. Attualmente è l'unica parrocchia di Crispiano ad avere delle vocazioni, infatti da essa provengono un seminarista maggiore e uno minore.

### Architetture civili

#### Masserie
Numerose le abitazioni rurali di questo tipo nelle campagne crispianesi, alcune delle quali anche fortificate. Tra le più importanti la Masseria Lupoli, con al suo interno un interessante Museo della Civiltà Contadina. Tra le masserie visitabili vi sono Quis ut Deus, Pilano, Mita, Monti del Duca, Le monache, Pizzica, San Domenico, Russoli, Francesca.

#### Torre Mininni
La costruzione fortificata fu iniziata nel 1891 e terminata nel 1897. Vista oggi come una rocca inaccessibile e misteriosa e, pertanto luogo della fantasia. Tutti i piani presentano facciate perfettamente simmetriche con tre vedute per lato, comunicanti da una scala con piccole crociere che presentano volte a spigolo. La volta del primo piano è dipinta con motivi paesaggistici vegetali e decorativi di gusto liberty, eseguiti nei primi decenni di quel secolo. La villa è circondata da un giardino sul versante nord; ai lati delle colonne sagomate ad ottagono, sono inglobati nel muro di cinta due corpi di fabbrica, di struttura quadrangolare, simmetrici e lineari, segnati da nicchie arcuate sui tre lati, corrispondenti a sinistra alla dimora del custode e a destra alla cappella, entrambe con volte a stella.

#### Torre Cacace
Alta 30 metri, a pianta ottagonale, sormontata in origine da un albero di bastimento che ricordava le origini marinare della famiglia cui era dedicata, collocata a fianco dell'Asilo "Amor Fraterno". Si tratta in pratica del monumento funebre per Carlo Cacace, fondatore dell'omonima ditta. Fu eretta attorno al 1873.

### Aree naturali

#### Grotte del Vallone
Sorte come insediamenti rupestri dei monaci basiliani che, nell'XI secolo, in fuga dalle persecuzioni iconoclastiche, colonizzarono il territorio crispianese. Con lo sviluppo delle masserie furono abbandonate ma, nel 1900, con il loro ripopolamento da parte di braccianti, furono il presupposto per la fondazione della moderna Crispiano. Tra le grotte carsiche di cui è ricco il sottosuolo va ricordata la Grotta della Stinge, che si caratterizza per i colori tenui e le forme tondeggianti delle sue incrostazioni.

## Cultura

### Istruzione

#### Scuole
Nel territorio comunale sono presenti due scuole elementari: l'istituto "Pasquale Mancini" e la scuola "Giovanni XXIII", oltre che una scuola secondaria di I grado "Francesco Severi".
Sono inoltre presenti: un Istituto Statale di Istruzione Secondaria Superiore "E. Morante", che è attivamente impegnato nella realizzazione del Progetto Russia: esso infatti è gemellato con l'Istituto Professionale per la Ristorazione N. 26 di Mosca, e un Istituto Professionale Di Stato per i Servizi Alberghieri E la Ristorazione "E. Morante".

#### Musei
Nel Comune è presente il Museo della Civiltà Contadina, ubicato nell'antica torre della Masseria Lupoli, che si articola in nove sale tematiche. Nella Masseria è stato girato quasi interamente il film Ci vediamo domani del 2013, di Andrea Zaccariello, con Enrico Brignano.

### Eventi

#### Carnevale Estivo del Brigantino
Ora caduta in disuso, questa manifestazione si svolgeva nella seconda decade di luglio e prevedeva una sagra di prodotti tipici, con sfilate di carri allegorici e gruppi mascherati. Conosciuto anche come "Carnevale del Fegatino", poiché tra le varie pietanze la facevano da padrona prelibati fegatini, cucinati in vari modi.

#### Presepe Vivente
Anche questa caduta in disuso, era una rappresentazione del Natale con un centinaio di figuranti dislocati nelle Grotte del Vallone. L'evento, che attraeva numerosi spettatori locali e non, era accompagnato da degustazioni di prodotti legati all'agricoltura e alla pastorizia. Il 6 gennaio, all'interno del Presepe, era prevista la rievocazione della Calata dei Magi.

#### Passio Christi
Si svolge solitamente il sabato precedente alla Domenica delle Palme e consiste in una rappresentazione vivente e itinerante della Passione di Cristo, dall'Ultima Cena (Piazza San Francesco d'Assisi), passando per il processo (Piazza Madonna della Neve) fino alla Crocifissione con conseguente resurrezione (Grotte del Vallone). È organizzata dalla Parrocchia di San Francesco d'Assisi.

#### Festa patronale della Madonna della Neve
Si svolge il 5 agosto e prevede festeggiamenti religiosi e civili, con annesse luminarie e caratteristico spettacolo pirotecnico della mezzanotte in contrada Scriville.

## Economia
L'elemento prevalente dell'economia di Crispiano è l'allevamento, florida è l'agricoltura basata sull'Olivo. Sono presenti aziende agrituristiche e piccole aziende artigianali per la produzione di Olio di oliva.
Crispiano è chiamata anche "Città delle Cento Masserie" per la presenza di numerosi di questi insediamenti edilizi nel territorio.
A rappresentanza del territorio delle Cento Masserie, ha sede in Crispiano il Consorzio delle Cento Masserie.

## Infrastrutture e trasporti

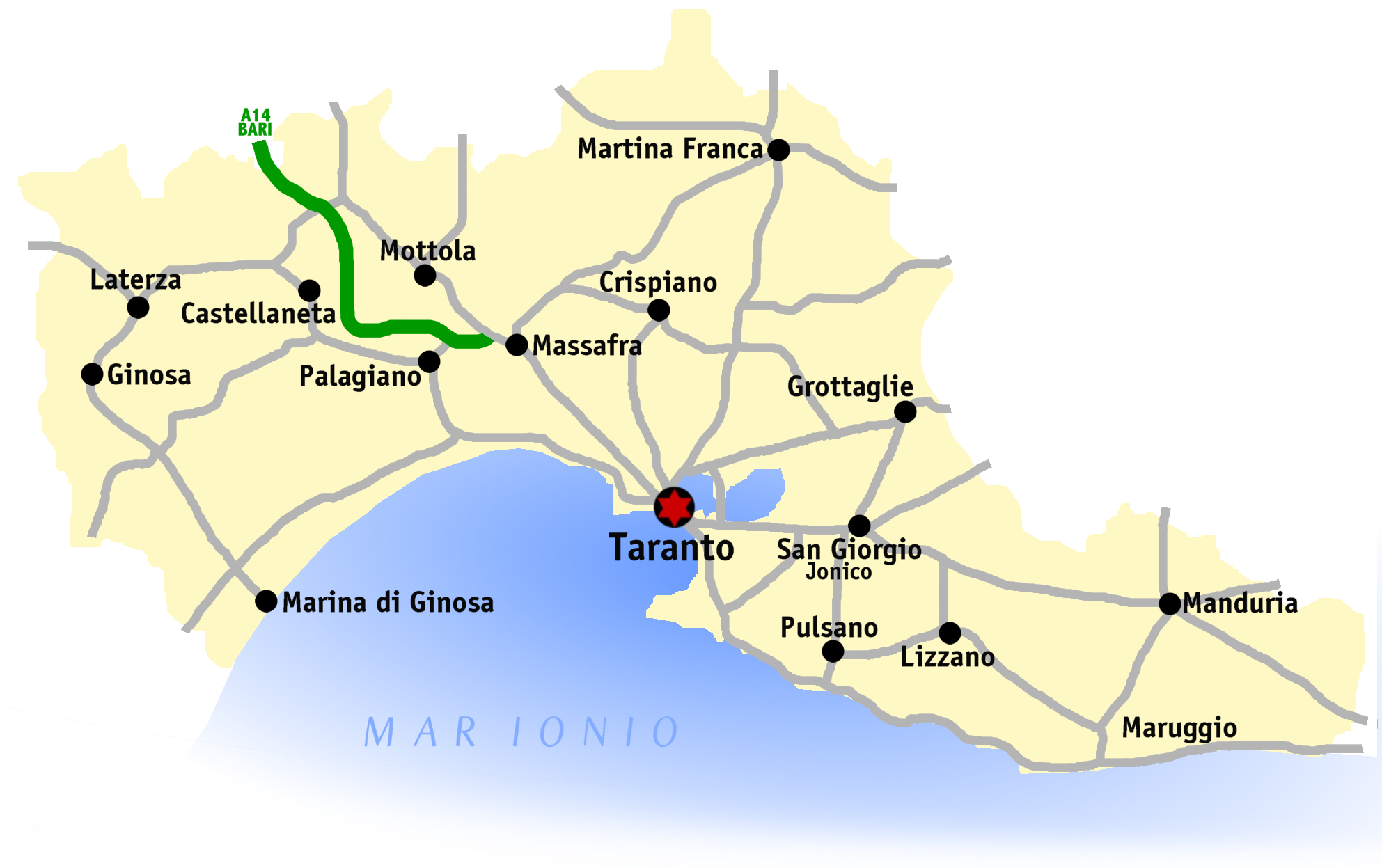
Collegamenti con la Provincia di Taranto

### Strade
I collegamenti stradali principali sono rappresentati da (vedi):
- Autostrada A14 Bologna-Taranto (barriera di Massafra) da e per l'Italia settentrionale
- S.S. 172 Taranto - Martina Franca (uscita Montemesola - Crispiano).
- S.S. 7 Appia (uscita Montemesola - Monteiasi)

### Ferrovie
Crispiano è servita dalla stazione di Crispiano, posta sulla linea Bari-Taranto delle Ferrovie del Sud Est. Fino al 2017 era in servizio, sulla medesima linea, anche la fermata di Crispiano San Raffaele.

### Autobus
Crispiano è servita anche dagli autobus interurbani delle Ferrovie del Sud Est diretti generalmente verso Martina Franca e verso Taranto.

## Amministrazione

Il gonfalone comunale

| Periodo           | Periodo           | Primo cittadino         | Partito                       | Carica         | Note   |
| ----------------- | ----------------- | ----------------------- | ----------------------------- | -------------- | ------ |
| 14 novembre 1919  | 5 marzo 1920      | Pasquale Mancini        |                               | Comm. pref.    |        |
| 6 marzo 1920      | 24 novembre 1920  | Pasquale Mappa          |                               | Comm. pref.    | [ 13 ] |
| 25 novembre 1920  | 31 gennaio 1927   | Pasquale Mancini        |                               | Sindaco        |        |
| 1º febbraio 1927  | 28 marzo 1927     | Ferdinando Abbate       |                               | Commissario    |        |
| 29 marzo 1927     | 23 aprile 1927    | Giovanni Caroli         |                               | Commissario    |        |
| 24 aprile 1927    | 28 febbraio 1935  | Raffaele Tancorra       |                               | Podestà        |        |
| 12 marzo 1928     | 24 marzo 1928     | Giuseppe Simonetti      |                               | Podestà        | [ 14 ] |
| 1º marzo 1935     | 1º febbraio 1937  | Carlo Cacace            |                               | Podestà        |        |
| 2 febbraio 1937   | 31 agosto 1938    | Giovanni Semeraro       |                               | Commissario    |        |
| 1º settembre 1938 | 4 dicembre 1943   | Michele Palazzo         |                               | Podestà        |        |
| 5 dicembre 1943   | 3 luglio 1944     | Vitantonio Luccarelli   |                               | Commissario    |        |
| 4 luglio 1944     | 30 settembre 1945 | Giuseppe Cesario        |                               | Sindaco        |        |
| 1º ottobre 1945   | 2 marzo 1946      | Carlo Santucci          |                               | Commissario    |        |
| 3 marzo 1946      | 30 marzo 1946     | Francesco Fumarola      |                               | Commissario    |        |
| 31 marzo 1946     | 13 giugno 1956    | Aldo Cervo              |                               | Sindaco        |        |
| 14 giugno 1956    | 15 gennaio 1965   | Donato Luccarelli       |                               | Sindaco        |        |
| 16 gennaio 1965   | 15 settembre 1970 | Giuseppe Giacovazzi     |                               | Sindaco        |        |
| 16 settembre 1970 | 9 settembre 1971  | Nicola De Mari          |                               | Commissario    |        |
| 6 luglio 1971     | 9 settembre 1971  | Corrado Allegretta      |                               | Subcommissario | [ 15 ] |
| 10 settembre 1971 | 3 febbraio 1975   | Vitantonio Pizzigallo   |                               | Sindaco        |        |
| 4 febbraio 1975   | 9 settembre 1975  | Emanuele Villani        |                               | Commissario    |        |
| 10 settembre 1975 | 2 agosto 1978     | Giuseppe Giacovazzi     |                               | Sindaco        |        |
| 3 agosto 1978     | 28 dicembre 1978  | Ermanno Bruno           |                               | Commissario    |        |
| 29 dicembre 1978  | 8 ottobre 1981    | Vito Palmisano          |                               | Sindaco        |        |
| 9 ottobre 1981    | 12 gennaio 1982   | Tommaso Blonda          |                               | Commissario    |        |
| 13 gennaio 1982   | 21 giugno 1984    | Vito Palmisano          |                               | Sindaco        |        |
| 22 giugno 1984    | 5 novembre 1984   | Lucio De Carlo          |                               | Commissario    |        |
| 6 novembre 1984   | 26 settembre 1986 | Giuseppe Pietro Scialpi |                               | Sindaco        |        |
| 27 novembre 1986  | 9 gennaio 1987    | Paolo Gentilucci        |                               | Commissario    |        |
| 10 gennaio 1987   | 20 agosto 1992    | Giuseppe Pietro Scialpi |                               | Sindaco        |        |
| 21 agosto 1992    | 30 novembre 1992  | Vito Palmisano          |                               | Sindaco        |        |
| 1º dicembre 1992  | 11 aprile 1994    | Antonio Magazzino       |                               | Sindaco        |        |
| 7 dicembre 1994   | 29 novembre 1998  | Francesco Paolo Liuzzi  | Alleanza Nazionale            | Sindaco        |        |
| 29 novembre 1998  | 31 maggio 2003    | Francesco Paolo Liuzzi  | Alleanza Nazionale            | Sindaco        |        |
| 31 maggio 2003    | 13 aprile 2008    | Giuseppe Laddomada      | L'Ulivo                       | Sindaco        |        |
| 13 aprile 2008    | 26 maggio 2013    | Giuseppe Laddomada      | Partito Democratico           | Sindaco        |        |
| 26 maggio 2013    | 6 ottobre 2017    | Vito Egidio Ippolito    | Lista civica di centro-destra | Sindaco        |        |
| 6 ottobre 2017    | 24 giugno 2018    | Mario Volpe             |                               | Comm. pref.    |        |
| 24 giugno 2018    | in carica         | Luca Lopomo             | Movimento 5 Stelle            | Sindaco        |        |

### Gemellaggi
- Nea Halkidona
- Tarma

## Sport
Nel comune ha sede la società di calcio Ragazzi Sprint Crispiano, militante nel campionato di promozione pugliese girone b